# Paul Fabius
Dammes Paulus Dirk (Paul) Fabius (Garderen, 6 juli 1851 – Den Haag, 21 december 1931) was een Nederlands hoogleraar staatsrecht, rechtswijsbegeerte en het canoniek recht aan de Vrije Universiteit Amsterdam. Ook vervulde hij diverse politieke functies. Zo was hij staatsraad en lid van de gemeenteraad van Amsterdam.

## Biografie
Dammes Paulus Dirk Fabius werd geboren in Garderen als zoon van de predikant Gerbert Henrij Fabius en Adriana Ledeboer. Hij volgde aan meerdere scholen lager onderwijs en bracht zijn middelbareschooltijd door aan het Instituut Kapteyn in Barneveld. In 1868 begon hij aan een studie rechten aan de Universiteit Leiden. Hij deed elf jaar over zijn studie. Dit kwam onder andere omdat hij gedurende die tijd redacteur was bij De Standaard. In 1878 promoveerde hij onder Johannes Theodorus Buys op het proefschrift De leer der souvereiniteit. Met zijn proefschrift gaf hij onder andere een overzicht van verschillende verdedigde theorieën over dit onderwerp. Tijdens zijn studie ontmoette hij Guillaume Groen van Prinsterer en nam hij diens kerkelijke en staatkundige opvattingen over. 
In 1879 ging hij als ambtenaar aan de slag bij de Provinciale Griffie in Drenthe. Hij vervulde deze functie tot 1 juni het jaar erop. Dat jaar werd hij benoemd tot hoogleraar staatsrecht, rechtswijsbegeerte en het canoniek recht aan de rechtenfaculteit van de Vrije Universiteit Amsterdam. Maar in de praktijk les en nam examens af in de meeste vakken. Het ambt aanvaardde hij met de rede Het goddelijk karakter van het recht. Hij was de eerste hoogleraar aan deze faculteit en gedurende een paar jaar ook de enige. Gedurende de collegejaren 1883–1884, 1889–1890, 1894–1895, 1899–1900 en 1906–1907 was hij rector magnificus van de universiteit.
Naast zijn hoogleraarschap vervulde hij diverse politieke functies. Zo was hij van 1891 tot 1 september 1919 lid van de gemeenteraad van Amsterdam en van 1897 tot en met 1919 tevens lid van de Provinciale Staten van Noord-Holland. Hij was in deze periode lid van de Anti-Revolutionaire Partij, maar zijn conservatieve opvattingen op het sociaal vlak stuitten op verzet. Ook zijn conflict in 1894 over de Kieswet waar hij tegen was, zorgde dat hij binnen de partij steeds meer alleen kwam te staan. Dit zorgde ervoor dat hij geen kandidaat was voor een volgende termijn in noch de gemeenteraad noch de Provinciale Staten. Van 1919 tot 1931 was hij staatsraad bij de Raad van State. In 1921 werd hij eervol ontslagen als hoogleraar nadat hij weigerde om zelf zijn ontslag aan te vragen. Het was hem vanaf dat moment niet langer toegestaan zijn hoogleraarschap te combineren met zijn functie als staatsraad.
Fabius heeft meerdere malen erkenning gekregen voor zijn werk. Hij werd in 1894 benoemd tot Ridder in de Orde van de Nederlandse Leeuw en in 1910 tot Commandeur in de Orde van Oranje-Nassau. Hij kwam op 21 december 1931 in Den Haag te overlijden.